# 권문용
권문용(權文勇, 1943년 2월 19일 ~ 2023년 8월 31일)은 대한민국의 공무원 출신 정치인이다. 제15·16·17대 강남구청장을 지냈다.

## 학력
- 1956년 효창국민학교 졸업
- 1959년 경기중학교 졸업
- 1962년 경기고등학교 졸업
- 1966년 연세대학교 행정학 학사
- 1970년 서울대학교 행정대학원 행정학 석사

## 경력
- 1966~1974년 국무총리 기획조정실
- 1967년 제4회 행정고시 합격
- 1977년 경제기획원 사업분석과 과장
- 1981년 경제기획원 투자심사국장 직무대리
- 1984년 서울시 투자관리관
- 1989년 경제기획원 경제교육기획국 국장
- 1990년 경제기획원 정책조정국 국장
- 1991년 경제기획원 공정거래위원회 상임위원
- 1993년 7월 한국고속철도건설공단 부이사장
- 1995년 7월 ~ 2006년 2월 서울특별시 강남구 구청장
- 1995년 8월 ~ 1997년 3월 서울시구청장협의회 총무
- 2001년 9월 한양대학교 지방자치대학원 겸임교수
- 2004년 ~ 2006년 전국시장군수구청장협의회 대표회장
- 2004년 7월 ~ 2006년 서울시구청장협의회 회장
- 2011년 연세대학교 행정대학원 겸임교수
- 2011년 ~ 2023년 브레이크뉴스 논설위원

## 역대 선거 결과
|  | 44.46% |

|  | 58.61% |

|  | 66.28% |

|  | 3.64% |

## 가족 관계
- 배우자: 이은정
  - 슬하 1남 2녀